# Look at Me (canção de XXXTentacion)
"Look At Me" (estilizado como "Look At Me!") é o single de estréia do rapper e cantor americano XXXTentacion. A canção estreou em 30 de dezembro de 2015 na conta do SoundCloud de Cristian Rojas, o co-produtor da música, antes de inicialmente ser lançado para download digital como single em 29 de janeiro de 2016, tornando-se um "sleeper hit" após a sua versão inicial até janeiro de 2017, em que o single foi re-lançado novamente para download digital, com uma versão remasterizada e limpa do single em 20 de fevereiro de 2017, pela Empire Distribution.
A canção serve como o single principal de seu EP, intitulado Revenge.
A canção obteve uma certificação de platina pela RIAA nos Estados Unidos em 14 de agosto de 2017 ao vender mais de 1 milhão de cópias.

## Composição
A canção mostra fortes "mudanças" pelo DJ britânico e produtor de discos Mala. A faixa tem um tempo de 139 bpm (beats per minute). "Look At Me" tem um baixo distorcido que foi extremamente impulsionado para oferecer uma estética lo-fi. Rojas, o produtor, mixou intencionalmente a música para criar uma energia que torna a música "única e diferente" de qualquer outra coisa que esteja dentro do cenário do hip hop.

## Desempenho comercial
"Look At Me" estreou no número 94 na Billboard Hot 100 com gráfico datado de 25 de fevereiro de 2017, e chegou até o pico de número 34. É a primeira e segunda canção mais famoso de XXXTentacion atrás de Jocelyn Flores, que atingiu o número máximo 31. No entanto, esta é a sua canção que ficou mais tempo nas paradas, ficando na posição 99 da Billboard Year-End Hot 100 singles de 2017.

## Desempenho nas tabelas musicais
| Tabela (2017)                                    | Melhor posição |
| ------------------------------------------------ | -------------- |
| Canadá (Canadian Hot 100)                        | 37             |
| Estados Unidos Billboard Hot 100                 | 34             |
| Estados Unidos Hot R&B/Hip-Hop Songs (Billboard) | 18             |

| Tabela (2017)                                    | Melhor posição |
| ------------------------------------------------ | -------------- |
| Estados Unidos (Billboard Hot 100)               | 99             |
| Estados Unidos (Billboard Hot R&B/Hip-Hop Songs) | 47             |

| País                  | Certificação | Vendas    |
| --------------------- | ------------ | --------- |
| Itália (FIMI)         | Ouro         | 25.000    |
| Estados Unidos (RIAA) | Platina      | 1.000.000 |